# Kingdonella kozlovi
Kingdonella kozlovi är en insektsart som beskrevs av Leo L. Mishchenko 1952. Kingdonella kozlovi ingår i släktet Kingdonella och familjen gräshoppor. Inga underarter finns listade i Catalogue of Life.